# Paige Mary Hourigan
Paige Mary Hourigan (* 3. Februar 1997 in Turakina, Rangitikei District) ist eine neuseeländische Tennisspielerin.

## Karriere
Hourigan begann im Alter von sechs Jahren mit dem Tennissport und bevorzugt Sandplätze. Ihr erstes Profiturnier spielte sie Ende 2012, als sie für das WTA-Turnier in Auckland eine Wildcard für die Qualifikation im Einzel erhielt. Sie scheiterte aber bereits in ihrem ersten Match an Chanel Simmonds mit 0:6 und 3:6. Auch im Hauptfeld im Doppel ging sie zusammen mit ihrer Partnerin Claudia Williams an den Start. Das Erstrundendoppel verloren die beiden gegen Marina Eraković und Heather Watson aber deutlich mit 0:6 und 1:6.
2014 trat Hourigan wieder bei den ASB Classic in der Qualifikation an, scheiterte aber in der ersten Runde gegen Grace Min mit 2:6 und 1:6.
Ihren ersten Turniersieg konnte Hourigan zusammen mit ihrer Partnerin Arianne Hartono im Doppelwettbewerb des mit 10.000 US-Dollar dotierten Turniers in Antalya im Juni 2016 feiern, wo sie im Endspiel Raluca Georgiana Șerban und Miriana Tona mit 6:3 nach Aufgabe ihrer Gegnerinnen nach dem ersten Satz bezwingen konnten.
2017 erhielt sie abermals eine Wildcard für die Qualifikation im Einzel zu den ASB Classic, scheiterte dort aber wiederum in der ersten Runde an Arina Rodionova.
Im Collegetennis spielt Hourigan ab der ITA Saison 2014/15 für das Team "Georgia Tech Yellow Jackets".
Seit 2017 spielt Hourigan in der Fed-Cup-Mannschaft von Neuseeland, wo sie bisher von drei Einzelbegegnungen zwei gewinnen konnte.

## Turniersiege

### Einzel
| Nr. | Datum          | Turnier             | Kategorie   | Belag     | Finalgegnerin               | Ergebnis      |
| --- | -------------- | ------------------- | ----------- | --------- | --------------------------- | ------------- |
| 1.  | 8. Juli 2018   | Corroios-Seixal     | ITF $15.000 | Hartplatz | Valeria Bhunu               | 6:4, 6:3      |
| 2.  | 24. März 2019  | Cancun              | ITF W15     | Hartplatz | María Camila Osorio Serrano | 6:4, 6:3      |
| 3.  | 4. April 2021  | Scharm asch-Schaich | ITF W15     | Hartplatz | Anna Sisková                | 3:6, 6:1, 6:2 |
| 4.  | 25. April 2021 | Monastir            | ITF W25     | Hartplatz | Monika Kilnarová            | 6:3, 6:2      |

### Doppel
| Nr. | Datum             | Turnier  | Kategorie   | Belag              | Partnerin          | Finalgegnerinnen                           | Ergebnis           |
| --- | ----------------- | -------- | ----------- | ------------------ | ------------------ | ------------------------------------------ | ------------------ |
| 1.  | 19. Juni 2016     | Antalya  | ITF $10.000 | Hartplatz          | Arianne Hartono    | Raluca Georgiana Șerban Miriana Tona       | 6:3, Aufgabe       |
| 2.  | 26. Januar 2019   | Singapur | ITF W25     | Hartplatz          | Aldila Sutjiadi    | Eudice Chong Zhang Ling                    | 6:2, 6:3           |
| 3.  | 16. Februar 2019  | Surprise | ITF W25     | Hartplatz          | Cori Gauff         | Usue Meitane Arconada Emina Bektas         | 6:3, 4:6, [14:12]  |
| 4.  | 9. März 2019      | Irapuato | ITF W25     | Hartplatz          | Astra Sharma       | Verónica Cepede Royg Renata Voráčová       | 6:1, 4:6, [12:10]  |
| 5.  | 30. März 2019     | Cancun   | ITF W15     | Hartplatz          | Vladica Babić      | Karolína Beránková Lara Escauriza          | 6:4, 6:3           |
| 6.  | 13. April 2019    | Hongkong | ITF W25     | Hartplatz (Halle)1 | Aldila Sutjiadi    | Maddison Inglis Kaylah McPhee              | 6:3, 6:1           |
| 7.  | 25. Mai 2019      | Singapur | ITF W25     | Hartplatz          | Aldila Sutjiadi    | Emily Appleton Catherine Harrison          | 6:1, 7:65          |
| 8.  | 6. Juli 2019      | Corroios | ITF W25     | Hartplatz          | Alison Bai         | Francisca Jorge Olga Parres Azcoitia       | 3:6, 6:2, [14:12]  |
| 9.  | 19. April 2021    | Monastir | ITF W15     | Hartplatz          | Alexandra Osborne  | Magali Kempen Chelsea Vanhoutte            | 4:1 Aufgabe        |
| 10. | 8. Mai 2021       | Salinas  | ITF W25     | Hartplatz          | Jodie Anna Burrage | Jacqueline Cabaj Awad Francisca Jorge      | 6:2, 2:6, [10:8]   |
| 11. | 24. Dezember 2022 | Tauranga | ITF W25     | Hartplatz          | Erin Routliffe     | Ashmitha Easwaramurthi Yuka Hosoki         | 6:1, 6:0           |
| 12. | 3. Februar 2024   | Burnie   | ITF W75     | Hartplatz          | Erin Routliffe     | Kyōka Okamura Ayano Shimizu                | 7:65, 6:4          |
| 13. | 27. April 2024    | Wuning   | ITF W50     | Hartplatz          | Rutuja Bhosale     | Cho I-hsuan Cho Yi-tsen                    | 5:7, 7:65, [12:10] |
| 14. | 11. Mai 2024      | Fukuoka  | ITF W75     | Teppich            | Rutuja Bhosale     | Haruna Arakawa Aoi Itō                     | 3:6, 6:3, [10:6]   |
| 15. | 1. Juni 2024      | Changwon | ITF W35     | Hartplatz          | Erika Sema         | Li Zongyu Shi Han                          | 6:4, 4:6, [10:4]   |
| 16. | 3. Mai 2025       | Lopota   | ITF W50     | Hartplatz          | Rutuja Bhosale     | Shrivalli Bhamidipaty Alexandra Schubladse | 6:3, 6:2           |

1 Dieses Turnier ist normalerweise eine Freiluftveranstaltung, aber wegen Regens musste das Doppel in der Halle gespielt werden.